# Svarthuvad snårskvätta
Svarthuvad snårskvätta (Cossypha dichroa) är en fågel i familjen flugsnappare inom ordningen tättingar.

## Utseende och läte
Svarthuvad snårskvätta är en stor, trastliknande fågel med eldröd undersida och helmörkt ansikte. Olikt flera släktingar saknar den vitt ögonbrynsstreck. Lätet beskrivs som ett sorgsamt ”toy-toy”. Sången är fyllig och melodisk med invävda härmningar från många andra fågelarter, men också skällande hundar, människor som visslar, läten från trädgrodor och till och med ljud från tåg och billarm.

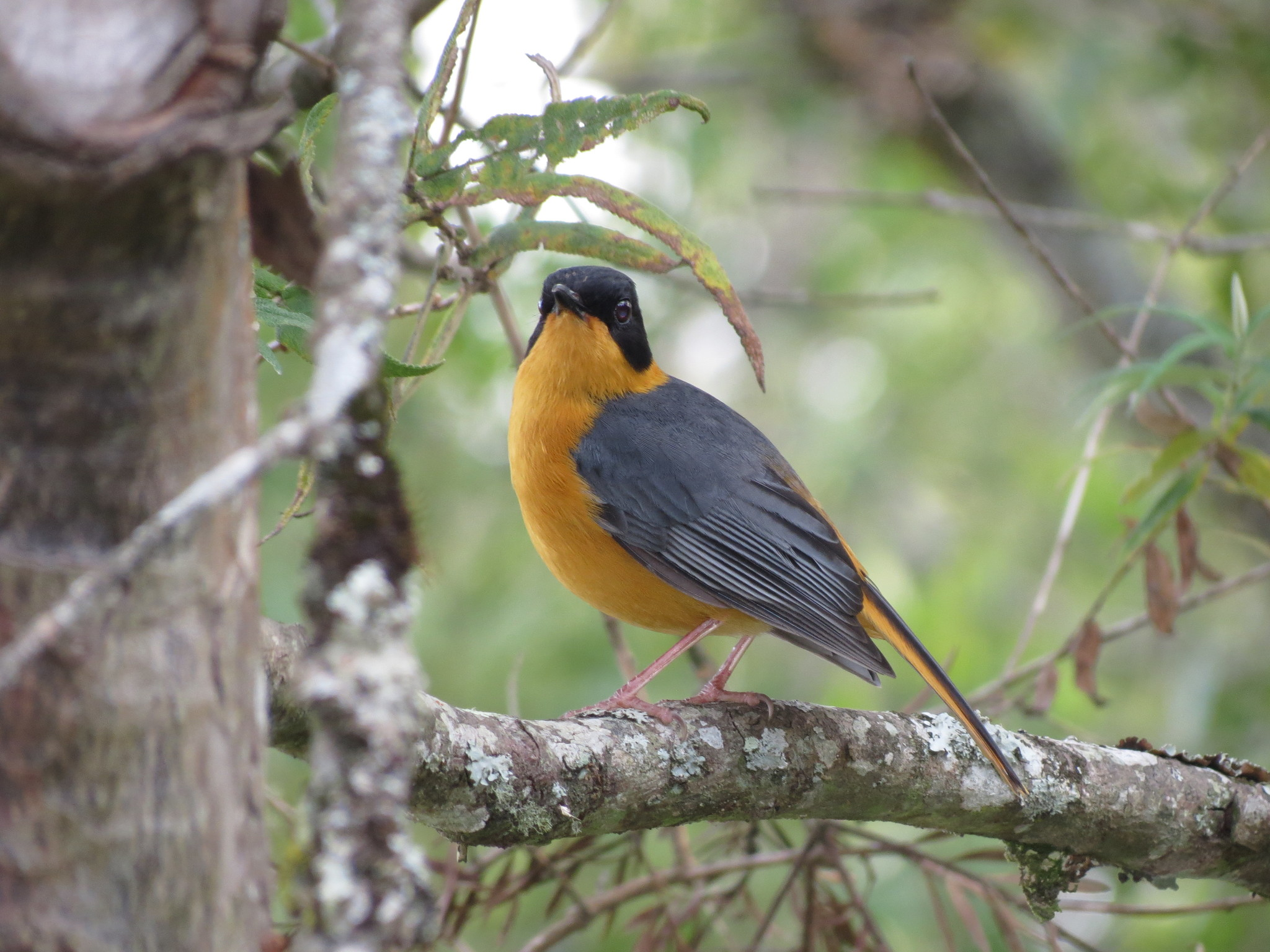

## Utbredning och systematik
Svarthuvad snårskvätta förekommer i södra Afrika. Den delas in i två underarter med följande utbredning:
- Cossypha dichroa dichroa – förekommer i skogar i östra och södra Sydafrika och västra Swaziland
- Cossypha dichroa mimica – förekommer i nordöstra Sydafrika (östra Limpopoprovinsen)

Den är en stannfågel, men vissa individer flyttar från mer högbelägna områden till lägre liggande trakter mellan april och september.

### Familjetillhörighet
Liksom alla snårskvättor men även fåglar som rödhake, näktergalar, stenskvättor, rödstjärtar och buskskvättor behandlades höglandssnårskvätta tidigare som en trast (Turdidae), men genetiska studier visar att den tillhör familjen flugsnappare (Muscicapidae).

## Levnadssätt
Svarthuvad snårskvätta hittas i både låglänta och bergsbelägna skogar, skogsbryn och välväxta trädgårdar upp till 1700 meters höjd. Där födosöker den anspråkslöst på marken och upptäcks ofta först av sina läten. Under häckningstid utför den revirspel högt uppe i trädtaket.

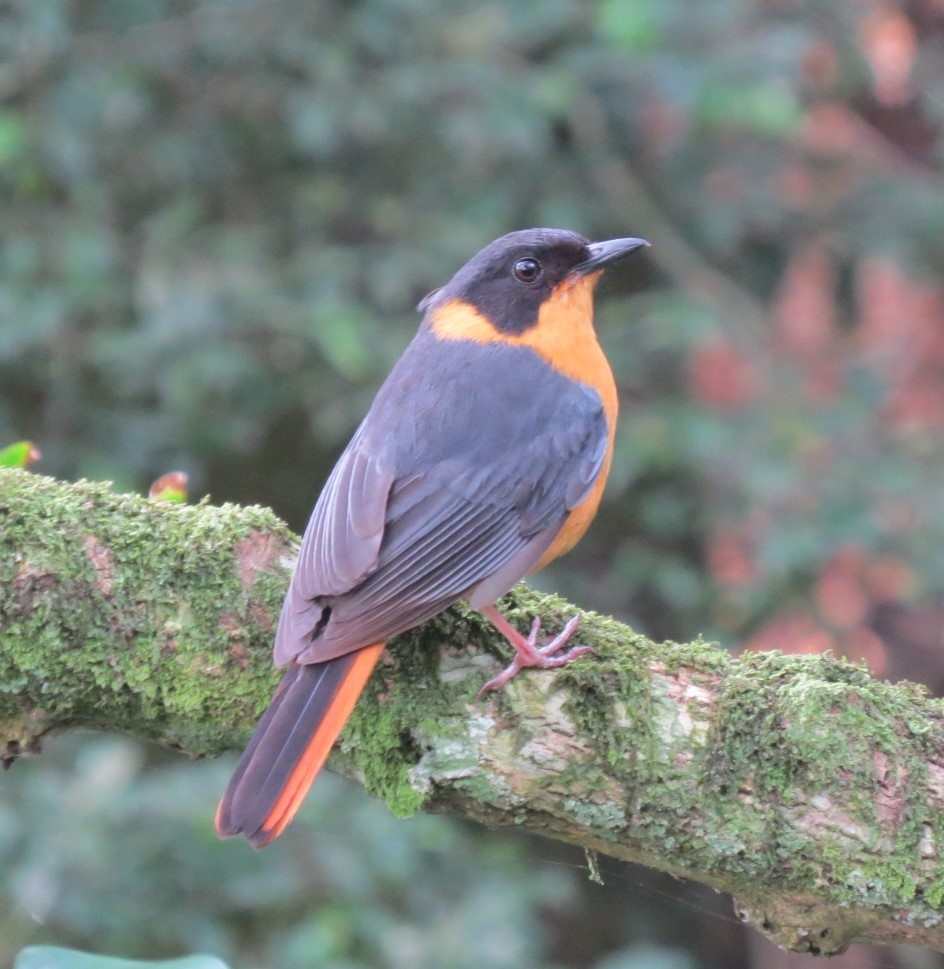

## Status och hot
Arten har ett stort utbredningsområde, men tros minska i antal, dock inte tillräckligt kraftigt för att den ska betraktas som hotad. Internationella naturvårdsunionen IUCN listar arten som livskraftig (LC).